# Тийяде, Габриель I де Кассанье
Габриель де Кассанье (фр. Gabriel de Cassagnet; ум. в августе или после 31 декабря 1660), шевалье, затем маркиз де Тийяде — французский генерал.

## Биография
Третий сын Бернара де Кассанье, сеньора де Тийяде, и Жанны де Нарбон, брат Поля-Антуана де Кассанье.
В августе 1622 получил лейтенантство в роте своего брата в полку Французской гвардии и в том же году участвовал в осаде Монпелье. В 1629 году принимал участие в штурме Сузы и осадах Прива и Алеса, в следующем году в завоевании Савойи и 31 декабря брат передал ему свою роту.
Командовал ротой при осаде Нанси (1633), взятии Бингена, оказании помощи Майнцу и бою при Водреванже (1635), осаде и отвоевании Корби (1636), осадах Ландреси и Ла-Капели (1637), Сент-Омера и Ранти (1638), Эдена (1639), Арраса (1640), Ла-Басе и Бапома (1641), Кольюра и Перпиньяна (1642), Гравелина (1644).
Кампмаршал (7.01.1645). Губернатор Бапома, кампмейстер пехотного полка и капитан роты шеволежеров, стоявшей там гарнизоном, по смерти сеньора д’Аверна (14.01.1645), отставлен от командования гвардейской роты 16-го, королевской декларацией от 17-го получал в дар доходы от Бапома, которым управлял до 1650 года.
4 марта 1650, по смерти графа Эрлаха получил вместо Бапома губернаторство в старом Брайзахе. 11-го сложил командование полком и ротой шеволежеров, стоявших гарнизоном в Бапоме и патентом от 17 июля набрал гарнизонный пехотный полк для Брайзаха, которым управлял до своей смерти.

## Семья
Жена: Мадлен Летелье, дочь Мишеля II Летелье, сеньора де Шавиля, королевского советника в парламенте, и Клод Шовлен
Дети:
- Луи (ум. 1651), капитан гвардии, убит в Париже людьми из свиты герцога д’Эпернона
- Жан-Батист (ум. 22.08.1692), маркиз де Тийяде
- Габриель (ум. 11.07.1702), маркиз де Тийяде
- Мишель (1637—6.09.1731), епископ Макона
- Клод-Антуанетта (12.04.1638—16.05.1726). Муж (1655): Жиль де Бузе (ум. 1679), маркиз де Рокепин